# Le Gri-Gri international
Pour les articles homonymes, voir grigri.
 (juin 2015).
Le Gri-Gri international est un journal satirique bimensuel panafricain d’origine gabonaise édité en France. Il a été créé en juillet 2001 par Michel Ongoundou Loundah. On peut le trouver en kiosques en France, en Suisse et en Belgique, il est aussi distribué par abonnement en Afrique. Il dénonce les violations des droits de l'homme en Afrique, et les atteintes à la liberté d'expression, ainsi que les scandales et les réseaux pétroliers franco-africains.
Le journal travaille avec un réseau de pigistes et de journalistes en Afrique.

## Historique
Il a été interdit par Omar Bongo au Gabon et a également été interdit au Cameroun, dans la République du Congo et la République démocratique du Congo. Le directeur du journal est aujourd'hui exilé en France.
En 2006, trois anciens journalistes du Gri-Gri international ont fondé le site internet Bakchich.

## Sources
- Courrier International
- partenaire d'afrik.com
- traité par le Monde diplomatique
- africultures
- acrimed, l'observatoire des médias
- Nouvel Obs
- Jeune Afrique
- Reporters sans frontières
- Reporters sans frontières (2)
- Infoplusgabon
- Bakchich.info
- Libération.fr
- France-Afrique: sortir du pacte colonial sur Google Livres par Richard Banégas chez Karthala
- Un homme à abattre: Contre-enquête sur la mort de Robert Boulin sur Google Livres par Benoît Collombat chez Fayard